# EFL Trophy
EFL Trophy, hay còn có tên gọi khác Papa John's Trophy vì lý do tài trợ, là giải đấu knock-out hàng năm của bóng đá Anh dành cho 48 CLB của ở League One và League Two, hai giải đấu ở cấp độ 3 và 4 trong hệ thống các giải đấu bóng đá Anh.
Giải đấu bắt đầu từ mùa giải 1983–84 với tên gọi Associate Members' Cup, nhưng từ năm 1992 được đổi tên thành Football League Trophy. Giải đấu này thay thế cho một giải đấu tồn tại không lâu là Football League Group Cup, chỉ diễn ra vào hai mùa giải 1981-82 và 1982-83.
Các lươt bốc thăm đầu tiên diễn ra vào tháng 8, sau đó giải diễn ra theo hai khu vực Phía Bắc và Phía Nam song song với nhau, trước khi hai nhà vô địch của hai khu vực gặp nhau vào khoảng cuối tháng 3, đầu tháng 4 tại sân Wembley. Thể thức thi đấu khu vực Bắc/Nam đã tồn tại từ khi giải đấu được thành lập, mặc dù có một số thay đổi qua nhiều năm, trong đó có các năm một số đội bán chuyên nghiệp từ Conference Premier lên thi đấu, với việc buộc phải tổ chức các trận vòng bảng trước khi bước vào các vòng knock-out.

## Lịch sử
Giải đấu được bắt đầu với tên gọi Associate Members' Cup ở mùa giải 1983–84 và theo sau đó là một tên gọi khác: Football League Group Cup nhưng chỉ tồn tại trong thời gian rất ngắn. Giải đấu được đổi tên lại thành Football League Trophy năm 1992.

## Thể thức thi đấu hiện tại
48 CLB tham gia từ League One và League Two.
Các CLB được sắp xếp vào 4 khu vực theo mục đích của việc bốc thăm là Đông Bắc, Tây Bắc, Đông Nam, Tây Nam.
- Vòng 1, 16 trận – 16 đội được đặc cách vào Vòng 2 trong khi 32 đội còn lại đấu loại trực tiếp
- Vòng 2, 16 trận – 32 đội đấu loại trực tiếp

Các khu vực kết hợp lại chỉ còn 2 khu vực là Phía Bắc và Phía Nam để bốc thăm
- Tứ kết cấp Khu vực, 8 trận – 16 đội đấu loại trực tiếp
- Bán kết cấp Khu vực, 4 trận – 8 đội đấu loại trực tiếp

Không còn việc bốc thăm cho 4 đội cuối cùng
- Chung kết cấp Khu vực – thường gọi là các trận Bán kết của giải đấu, 2 đội còn lại của mỗi khu vực sẽ thi đấu 2 trận lượt đi và lượt về
- Chung kết – giữa đội vô địch Phía Bắc và đội vô địch Phía Nam

## Các CLB tham dự
Giải đấu luôn có sự tham gia của các đội bóng ở cấp độ 3 và 4 trong hệ thống các giải bóng đá Anh. Tuy nhiên, giữa các mùa giải từ 2000/01 đến 2005/06 thì sự kiện này còn mở rộng thêm cho một số đội bóng ở cấp độ 5 (Football Conference), với danh sách cụ thể như sau:
2000–01: Chester City, Doncaster Rovers, Dover Athletic, Hereford United, Morecambe, Rushden & Diamonds, Scarborough, Yeovil Town
2001–02: Barnet, Dagenham & Redbridge, Doncaster Rovers, Leigh RMI, Scarborough, Southport, Stevenage Borough, Yeovil Town
2002–03: Chester City, Dagenham & Redbridge, Doncaster Rovers, Halifax Town, Hereford United, Leigh RMI, Morecambe, Scarborough, Southport, Stevenage Borough, Woking, Yeovil Town
2003–04: Barnet, Chester City, Dagenham & Redbridge, Exeter City, Forest Green Rovers, Halifax Town, Hereford United, Morecambe, Scarborough, Shewsbury Town, Stevenage Borough, Telford United
2004–05: Accrington Stanley, Aldershot Town, Barnet, Carlisle United, Dagenham & Redbridge, Exeter City, Hereford United, Morecambe, Scarborough, Stevenage Borough, Woking, York City
2005–06: Accrington Stanley, Aldershot Town, Cambridge United, Crawley Town, Dagenham & Redbridge, Exeter City, Halifax Town, Hereford United, Kidderminster Harriers, Morecambe, Stevenage Borough, Woking

## Chung kết

### Nơi tổ chức
Các trận chung kết của League Trophy được tổ chức tại sân Wembley ở London, sân vận động của đội tuyển Anh. Trận chung kết đầu tiên năm 1984 dự định được tổ chức ở Wembley, nhưng do những hư hại gây ra do buổi biểu diễn Horse of the Year nên trận đấu đã được dời đến tổ chức ở Hull. Từ năm 2001 đến 2007 khi sân Wembley được xây dựng lại thì các trận chung kết diễn ra tại Sân vận động Thiên niên kỷ, Cardiff.

### Các CLB vô địch
| - 1983–84: A.F.C. Bournemouth - 1984–85: Wigan Athletic - 1985–86: Bristol City - 1986–87: Mansfield Town - 1987–88: Wolverhampton Wanderers - 1988–89: Bolton Wanderers - 1989–90: Tranmere Rovers - 1990–91: Birmingham City - 1991–92: Stoke City - 1992–93: Port Vale - 1993–94: Swansea City | - 1994–95: Birmingham City - 1995–96: Rotherham United - 1996–97: Carlisle United - 1997–98: Grimsby Town - 1998–99: Wigan Athletic - 1999–00: Stoke City - 2000–01: Port Vale - 2001–02: Blackpool - 2002–03: Bristol City - 2003–04: Blackpool | - 2004–05: Wrexham - 2005–06: Swansea City - 2006–07: Doncaster Rovers - 2007–08: Milton Keynes Dons - 2008–09: Luton Town - 2009–10: Southampton - 2010–11: Carlisle United - 2011–12: Chesterfield - 2012–13: Crewe Alexandra - 2013–14: Peterborough United - 2014–15: Bristol City (3) - 2015–16: Barnsley - 2016–17: Coventry City - 2017–18: Lincoln City - 2018–19: Portsmouth - 2019–20: Salford City - 2020–21: Sunderland - 2021–22: Rotherham United (2) - 2022–23: Bolton Wanderers (2) Source: NapIt (Only until 2010) Source: napit.co.uk - (1983–1984) Associate Members Cup (không có nhà tài trợ) - (1984–1987) Freight Rover Trophy - (1987–1989) Sherpa Vans Trophy - (1989–1991) Leyland DAF Cup - (1991–1994) Autoglass Trophy - (1994–2000) Auto Windscreens Shield - (2000–2006) LDV Vans Trophy - (2006–2016) Johnstone's Paint Trophy - (2016-2019) Checkatrade Trophy - (2019–20): Leasing.com Trophy - (2020-2023): Papa Johns Trophy - Official site Lưu trữ 2013-03-12 tại Wayback Machine - Football League Trophy section of official Football League website |                          |        |                               |
| Vị thứ | CLB | Số lần vô địch | Năm vô địch gần đây nhất | Á quân | Năm giành Á quân gần đây nhất |
| 1 | Carlisle United | 2 | 2011                     | 4      | 2010                          |
| 2 | Bristol City | 2 | 2003                     | 2      | 2000                          |
| 3 | Birmingham City | 2 | 1995                     | 0      | –                             |
| 3 | Blackpool | 2 | 2004                     | 0      | –                             |
| 3 | Port Vale | 2 | 2001                     | 0      | –                             |
| 3 | Stoke City | 2 | 2000                     | 0      | –                             |
| 3 | Swansea City | 2 | 2006                     | 0      | –                             |
| 3 | Wigan Athletic | 2 | 1999                     | 0      | –                             |
| 9 | Bournemouth | 1 | 1984                     | 1      | 1998                          |
| 9 | Bolton Wanderers | 1 | 1989                     | 1      | 1986                          |
| 9 | Chesterfield | 1 | 2012                     | 1      | 2014                          |
| 9 | Grimsby Town | 1 | 1998                     | 1      | 2008                          |
| 9 | Tranmere Rovers | 1 | 1990                     | 1      | 1991                          |
| 13 | Crewe Alexandra | 1 | 2013                     | 0      | –                             |
| 13 | Doncaster Rovers | 1 | 2007                     | 0      | –                             |
| 13 | Luton Town | 1 | 2009                     | 0      | –                             |
| 13 | Mansfield Town | 1 | 1987                     | 0      | –                             |
| 13 | Milton Keynes Dons | 1 | 2008                     | 0      | –                             |
| 13 | Peterborough United | 1 | 2014                     | 0      | –                             |
| 13 | Rotherham United | 1 | 1996                     | 0      | –                             |
| 13 | Southampton | 1 | 2010                     | 0      | –                             |
| 13 | Wrexham | 1 | 2005                     | 0      | –                             |
| 13 | Wolverhampton Wanderers | 1 | 1988                     | 0      | –                             |

1. ↑  “2004–05 Southern 1st Rnd results, and links to other rounds/seasons – statto.com”. Bản gốc lưu trữ ngày 6 tháng 1 năm 2010. Truy cập ngày 24 tháng 10 năm 2014.
2. ↑  Cartwright, Phil (3 tháng 4 năm 2016). “Barnsley 3–2 Oxford United”. BBC Sport. Truy cập ngày 17 tháng 4 năm 2016.
3. ↑  Scott, Ged (2 tháng 4 năm 2017). “Coventry hold on to beat Oxford in EFL Trophy final”. BBC Sport. Truy cập ngày 2 tháng 4 năm 2017.
4. ↑  “Lincoln City lift Checkatrade Trophy after narrow win over Shrewsbury”. Guardian. 8 tháng 4 năm 2018. Truy cập ngày 12 tháng 4 năm 2018.
5. ↑  Williams, Adam (31 tháng 3 năm 2019). “Checkatrade Trophy final: Portsmouth 2-2 Sunderland (aet, 5-4 on pens)”. BBC Sport. Truy cập ngày 1 tháng 3 năm 2020.
6. ↑  “Previous Winners Of The Johnstone's Paint Trophy”. Previous Winners Of Major Domestic Football Cup Competitions. NapIt. Bản gốc lưu trữ ngày 6 tháng 12 năm 2010. Truy cập ngày 10 tháng 6 năm 2011.
7. ↑  “Previous Winners Of The Johnstone's Paint Trophy”. Previous Winners Of Major Domestic Football Cup Competitions. napit.co.uk. Truy cập ngày 10 tháng 6 năm 2011.
8. ↑  “Coventry 0–3 Crewe”. BBC Sport. ngày 2 tháng 5 năm 2013. Truy cập ngày 2 tháng 5 năm 2013.
9. ↑  “EFL Trophy: Checkatrade check in as trophy title sponsor”. English Football League. 28 tháng 8 năm 2016.
10. ↑  “All you need to know ahead of the Papa Johns Trophy Final”. English Football League. 1 tháng 4 năm 2021. Truy cập ngày 12 tháng 4 năm 2021.
11. ↑  “Papa John's becomes Title Sponsor of the EFL Trophy”. English Football League. 28 tháng 10 năm 2020. Truy cập ngày 23 tháng 11 năm 2020.

1. ↑  Since Leasing.com no longer sponsored the competition in 2021, and the 2020 final was delayed by an entire year, the 2019–20 final was actually branded as the 2020 Papa John's Trophy Final
2. ↑  Originally branded as Papa John's Trophy[11] before dropping the apostrophe during the 2021–22 season.